# Equus lambei
Equus lambei és una espècie extinta de mamífer perissodàctil de la família dels èquids que visqué a Nord-amèrica des del Plistocè superior fins a l'Holocè. Se n'han trobat restes fòssils a Alberta i el Territori del Yukon (Canadà), així com Texas (Estats Units). Era un cavall menut que es diferencia dels seus congèneres per l'amplada del crani i de les dents. Els autors d'un estudi basat en traces de petjades calcularen que feia uns 120 cm d'alçada a la creu. Fou anomenat en honor del paleontòleg canadenc Lawrence Lambe.